# Bitwa pod Wojniczem

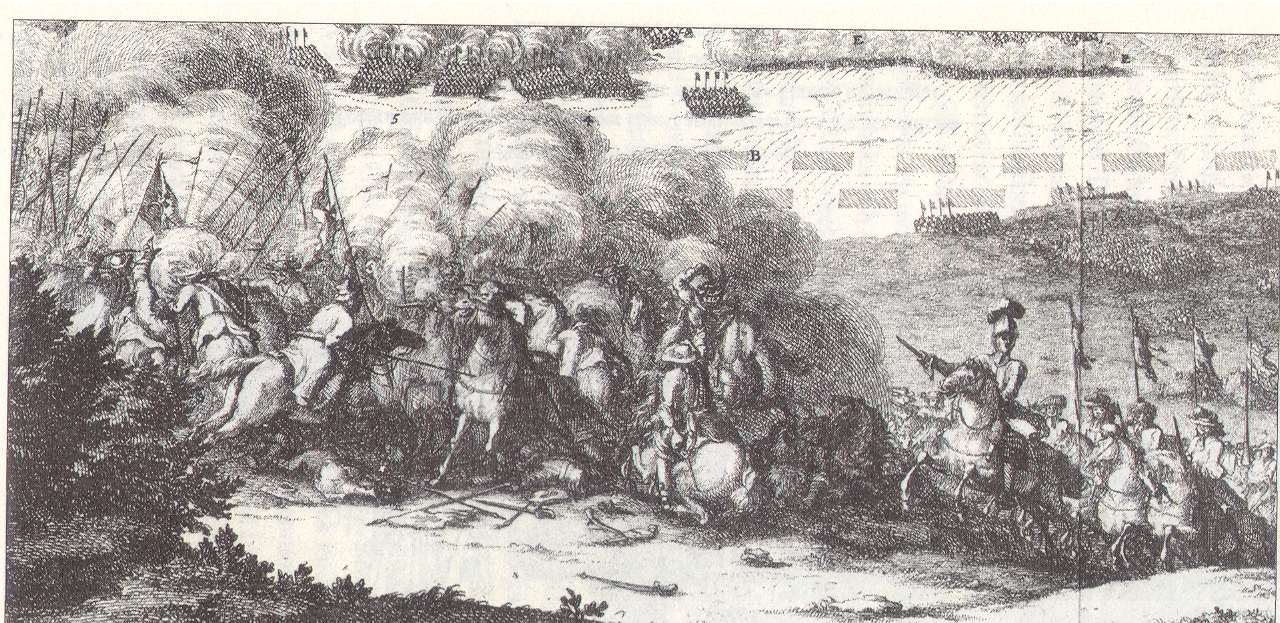
Wojnicz 1655, fragment ryciny Erika Dahlbergha

Bitwa pod Wojniczem stoczona została 3 października 1655 roku między siłami szwedzkimi dowodzonymi przez Karola X Gustawa, a wojskami polskimi pod wodzą hetmana polnego koronnego Stanisława Lanckorońskiego. Zakończyła się ona klęską Polaków i skutkowała przejściem większości pozostałych sił polskich na stronę najeźdźcy. Była to ostatnia poważna bitwa lądowa pierwszej fazy II Wojny Północnej.
W tej bitwie siły polskie miały nieznaczną przewagę liczebną, jednak przyczyną porażki było niższe morale wojsk kwarcianych, oraz większe umiejętności taktyczne wojsk szwedzkich dowodzonych przez Karola X Gustawa.  

## Tło historyczne
Karol X Gustaw zachęcony pasmem sukcesów zarówno militarnych i dyplomatycznych, podążał za Janem Kazimierzem zajmując terytorium za terytorium i pokonując wojska polskie w kolejnych bitwach. 19 września wraz z pospolitym ruszeniem i konnymi chorągwiami, król polski dotarł wreszcie pod Kraków, gdzie założono obóz w Prądniku. Jednak po rozjechaniu się szlachty do domów, a także po zawiązaniu przez wojska kwarciane konfederacji pod przewodnictwem Aleksandra Tyrawskiego, rozżalony Jan Kazimierz chciał zostać w Krakowie i zginąć podczas jego obrony, powiedzieć miał (wg. Wespezjana Kochowskiego):
"na tym miejscu ukoronowanym królem zostałem, na tym niech i ginę"
Królewski pomysł ten został wyperswadowany przez wojskowych dygnitarzy, radzących mu udać się na Śląsk by prosić Cesarza Rzymskiego Ferdynanda III Habsburga o pomoc. Jan Kazimierz, obsadziwszy wpierw Kraków piechotą pod dowództwem Stefana Czarnieckiego, ruszył wraz z pozostałym wojskiem na wschód, a następnie rozdzielił się z hetmanem polnym Lanckorońskim pod Wiśniczem, zmienił kierunek i udał się na południe do swoich majątków na Śląsku. W tym czasie, wojsko kwarciane dalej podążało na wschód w stronę Tarnowa, by wreszcie 26 września zatrzymać się pod Wojniczem. Oczekiwać miał tam na siły hetmana wielkiego koronnego Stanisława Rewery Potockiego, oraz na pospolite ruszenie i razem ruszyć na odsiecz Krakowa.
Tego samego dnia w którym Jan Kazimierz opuścił Kraków, pod jego mury nadeszła armia szwedzka i rozpoczęła oblężenie. Niedługo potem Karol X Gustaw otrzymał informację o gromadzeniu się sił polskich niedaleko Tarnowa. Aby odebrać obrońcom Krakowa nadzieję na odsiecz, postanowił zająć pobliskie zamki i rozbić ostatnie siły koronne. Dlatego też 28 września posłał generała Roberta Douglasa do zdobycia Lanckorony, a sam, 30 września, ruszył pod Wiśnicz.

## Przed bitwą
2 października, po zdobyciu Wiśnicza i po połączeniu się z siłami generała Roberta Douglasa nadciągającymi z Lanckorony, król Karol X Gustaw postanowił powstrzymać koncentrację wojsk polskich, mogących ruszyć na odsiecz obleganemu Krakowowi, uderzając w nie jak najszybciej. Nie był jednak pewien czy obóz wojsk kwarcianych znajduje się przed czy za Dunajcem, co mogłoby utrudnić potencjalny atak. Wysłał więc pułkownika Christiana von Pretlacha oraz podpułkownika Johana von Rosena z dwoma regimentami rajtarii na zwiad. Ruszyli oni na wschód, w kierunku Wojnicza.
Tymczasem hetman Lanckoroński razem z wojskiem kwarcianym stacjonował od 26 września w stałym obozie położonym na północ od Wojnicza. Kanclerz koronny Stefan Koryciński wydał uniwersał, aby w tym miejscu gromadziło się małopolskie pospolite ruszenie i wszelkie wojska wojewódzkie.
Wojsku polskiemu brakowało jednak informacji o postępach Szwedów. Hetman Lanckoroński wysłał więc w kierunku Wiśnicza wczesnym rankiem podjazd pod dowództwem por. Krzysztofa Modrzewskiego w celu ustalenia pozycji i kierunku marszu wojsk Karola X Gustawa.

## Bitwa

### Pierwsze starcie i atak na obóz
Pretlach otrzymał fałszywą wiadomość o lokalizacji obozu wojsk kwarcianych za Dunajcem, przez co w gęstej mgle, porankiem 3 października, przypadkowo natrafił na podjazd Modrzewskiego. Wywiązała się gwałtowna walka, w której, w obliczu przewagi przeciwnika, Polacy ustępowali w kierunku obozu, starając się opóźnić atak szwedzki. Pretlach, zrozumiawszy, że ma przed sobą cały obóz wojsk kwarcianych zamierzał jak najdłużej uniemożliwiać przeciwnikowi zorganizowanie obrony i dać czas królowi na przybycie na pole bitwy. Rozbił więc on przednią strażnicę obozową i wpadł do obozu. Posłał też informację Karolowi Gustawowi o lokalizacji wojsk polskich wraz z prośbą o jak najszybszą pomoc.

Spotkanie wrogich oddziałów i atak na polski obóz

W polskim obozie nie spodziewano się tak szybkiego przybycia wojsk szwedzkich, grano więc na trwogę i w pośpiechu organizowano oddziały kwarciane. Niedługo potem nastąpiło kontruderzenie chorążego koronnego Koniecpolskiego wraz z ostrzałem prowadzonym przez broniącą obozu dragonię. Szwedzka kawaleria, nie doczekawszy się wsparcia, w końcu ustąpiła i wycofała się ku nadchodzącym głównym siłom Karola X Gustawa. Polacy nie rzucili się do pogoni wiedząc, że główne siły szwedzkie dopiero nadciągają.

Wyparcie Szwedów z obozu przez Koniecpolskiego

### Rozstawienie wojsk
Polacy rozwinęli swoje szyki na zachód od Wojnicza i podzielili swoje siły na trzy części. Centrum formacji dowodził książę Dymitr Wiśniowiecki, mający do dyspozycji wszystkie cztery chorągwie husarskie (600 koni), oraz kilka chorągwi jazdy kozackiej (600 koni). Zajął on pozycje bezpośrednio na zachód od Wojnicza, wysuwając husarię na przód. Prawym skrzydłem dowodził chorąży Aleksander Koniecpolski z ok. 2600 jazdy kozackiej. Prawa flanka i tyły jego formacji opierały się o obóz polski broniony przez dragonów Henryka Denhoffa. Lewe skrzydło zajął hetman Stanisław Lanckoroński z równie silnymi oddziałami jazdy kozackiej - 2600 koni. Ponadto Hetman polny koronny Stanisław Lanckoroński rozkazał zawczasu przemieścić tabor za Dunajec, aby nie przeszkadzał w bitwie.
Tymczasem wojska Karola X Gustawa przebywszy trudny teren rozpoczął rozstawianie swoich sił. W środku formacji, w zalesionym wąwozie prowadzącym do miasta, ustawił spieszonych dragonów Berensa wraz z muszkieterami. Dowodzenie lewym skrzydłem, znajdującym się na północny zachód od Wojnicza, oddał pfalzgrafowi Sulzbachowi, dając mu do dyspozycji regimenty rajtarii Böddekera, Yxkulla i Pretlacha. Sam król stanął na prawym skrzydle na czele regimentów jeźdźców ze Smålandii i zaciężnej rajtarii Wittenberga, Riddelhjelma i królewskiej konnej gwardii Müllera, rozmieszczając swoje siły na wzniesieniu nad zalesioną kotlinką.

Rozmieszczenie sił i kierunki ataków

### Przebieg bitwy
Pierwsza do ataku ruszyła husaria Dymitra Wiśniowieckiego, uderzając na nadciągającą z naprzeciwka rajtarię Smålandzką i Wittenberga kierowaną przez samego Karola X Gustawa. Król szwedzki planował uderzyć na husarię z dwóch stron - z lewej za pomocą osobiście prowadzonych regimentów, a z prawej przy udziale rajtarów Böddekera. W tym samym czasie Stanisław Lanckoroński, poprzez pagórkowaty teren, rozpoczął przeciwuderzenie na wyeksponowaną prawą flankę atakującej rajtarii, uniemożliwiając tym samym Karolowi wzięcie w kleszcze husarii. Na północy, na prawym polskim i lewym szwedzkim skrzydle, lekka jazda Koniecpolskiego zaczęła z wolna ustępować regimentom Sulzbacha; to samo stało się na polskim lewym skrzydle, gdzie kontruderzenie Müllera i Riddehjelma rozbiło atak Lanckorońskiego i wywołała ostatecznie ucieczkę jego oddziałów.

Ucieczka wojsk kwarcianych

Husaria, początkowo odrzuciwszy w tył oddziały Böddekera i Karola X Gustawa, wpadła na skoncentrowany ostrzał przeprowadzony przez ukrytą w wąwozie spieszoną dragonię Berensa i muszkieterów. Dodatkowo, rozbicie oddziałów Lanckorońskiego przeciwuderzeniem Müllera, oraz przegrana przez Koniecpolskiego walka na prawym polskim skrzydle, dała w końcu wolną rękę Karolowi X Gustawowi, który doprowadził swój plan oflankowania Dymitra Wiśniowieckiego do końca. Husaria atakowana z dwóch stron przez wielokrotnie liczniejszego przeciwnika, bez wsparcia ze strony lekkiej jazdy, w końcu uległa przewadze szwedzkiej i rzuciła się do ucieczki. Ucieczka elitarnych oddziałów sprowokowała odwrót całego wojska, które ruszyło w kierunku Tarnowa poprzez na dwie przeprawy na Dunajcu - w dzisiejszych Łukanowicach i Ispie.
Hetman polny koronny Stanisław Lanckoroński, próbował jeszcze zatrzymać uciekające chorągwie i posłać je z powrotem do walki, jednak, z powodu zmęczenia wierzchowca, o mało sam nie dostałby się do niewoli gdyby nie Stefan Bidziński i Wespazjan Kochowski.

### Straty
Szwedzi zdobyli polski obóz, pokonując broniącą go dragonię i biorąc ich do niewoli wraz z dowódcą, Henrykiem Denhoffem. Zdobyli liczne łupy, w tym 20 bębnów kawaleryjskich i kilka chorągwi, w szczególności chorągiew wielką koronną. Ponadto, dostawszy się za Dunajec przejęli też wozy taboru.
Straty po stronie polskiej wyniosły kilkaset żołnierzy. Gdyby nie zdrożone konie Szwedów, mogłyby być większe.
Szwedzi stracili 300 piechurów, znacznie przetrzebiony został też regiment Böddekera, który bezpośrednio przyjął na siebie uderzenie husarii.

## Po bitwie
W Tarnowie pod wpływem agitacji wysłanników szwedzkich i ich zwolenników: Aleksandra Koniecpolskiego, Dymitra Wiśniowieckiego, Jana Sobieskiego (którzy liczyli na pomoc Karola X Gustawa w walkach na wschodzie), większość żołnierzy uznała władzę króla szwedzkiego. 3 października został zajęty także Tarnów.
Karol X Gustaw wróciwszy do reszty wojsk szwedzkich pod oblegany Kraków wysłał poselstwo do Bohdana Chmielnickiego informując o swojej wiktorii.

## Oddziały biorące udział w bitwie

### Strona polska
4 chorągwie husarskie - 600 koni:
- hetmana polnego Stanisława Lanckorońskiego - 120 koni
- wojewody Władysława Myszkowskiego (nieobecny), dowodzony pod Wojniczem przez porucznika Władysława Wilczkowskiego - 160 koni
- rotmistrza Adama Działyńskiego - 120 koni
- królewska Aleksandra Hilarego Połubińskiego - 200 koni[17]

70 chorągwi kozackich (lekkich) - 6000 koni dowodzonych przez między innymi:
- porucznika Krzysztofa Modrzewskiego
- pułkownika Dymitra Wiśniowieckiego - 600 koni
- pułkownika Jana Sobieskiego (późniejszego króla) służącego w jednostce chorążego Koniecpolskiego
- rotmistrza Jana Ferdynanda Sapiehę
- pułkownika Jana Oleśnickiego
- chorągiew kozacka Władysława Myszkowskiego (nieobecny) - 200 koni

Dragonia - 460 koni
- regiment płk. Henryka Denhoffa - 260 koni
- chorągiew hetmana polnego Stanisława Lanckorońskiego - 100 koni
- chorągiew chorążego wielkiego koronnego Aleksandra Koniecpolskiego - 100 koni

W sumie 7260 koni, po odliczeniu tzw. ślepych pocztów - 6200 żołnierzy.

### Strona szwedzka
- Gwardia Królewska Burcharda Müllera von der Lühnen - 400 koni
- Regiment rajtarii ze Smålandii - płk. Erix Oxenstierna (nieobecny), ppłk. Staffan Klingspor - 735 koni
- Regiment rajtarii feldmarszałka Arvida Wittenberga (nieobecny), płk. Peter von Kiesell - 675 koni
- Regiment rajtarii płk. Hansa von Böddekera (także Beddeker albo Bötticher) - 400 koni
- Regiment rajtarii płk. Israela Ridderhjelma - 600 koni
- Konungens Garde - regiment rajtarskiej królewskiej gwardii palatyna Filipa von Sulzbacha - 650 koni
- Regiment rajtarii płk. Christiana von Pretlacha (także Pretlack albo Bretlach) - 900 koni
- Regiment rajtarii barona Reinholda Johanna Yxkulla, ppłk. Johan von Rosen - 550 koni
- Część regimentu fińskiej dragonii płk. Fabiana Berensa - 300 koni
- Muszkieterzy - 200 ludzi

Ogółem: około 4900 rajtarii, 300 dragonii i 200 muszkieterów, w sumie 5400 żołnierzy.

## Przyczyny porażki
Wojsko polskie, tak dobrze radzące sobie w starciach kawaleryjskich, doznało upokarzającej porażki pod Wojniczem. Główną przyczyną klęski zdaje się fakt, że wojsko kwarciane od wielu miesięcy oczekiwało na niezapłacony żołd. Niekorzystnie na morale żołnierza wpływała też cała seria porażek w kampanii 1655 roku, włącznie z ucieczką króla Jana Kazimierza za granicę, na Śląsk. Ponadto, agitatorzy króla szwedzkiego, tacy jak np. Aleksander Pracki jawnie namawiali żołnierzy i ich dowódców do zmiany strony i przyłączenia się do Karola X Gustawa. Król szwedzki w środowisku wojskowym wzbudzał podziw swoimi umiejętnościami militarnymi, w listach obiecywał także zapłatę zaległego żołdu wojskom kwarcianym. Szlachta upatrywała w nowym wodzu jedynej okazji na obronę majątków położonych na wschodzie, a teraz zagrożonych przez Rosjan i Kozaków.
Stan morale Polaków może zobrazować fakt, że Szwedzi trafiwszy do obozu, zastali kompletnie nieprzygotowanych żołnierzy pijących alkohol. O ile w pierwszych chwilach wojsko kwarciane stało ochotne do walki, po wielogodzinnych manewrach i walce zapewne dało się we znaki zmęczenie.
Po bitwie, główni dowódcy polscy otwarcie deklarowali chęć pertraktacji ze Szwedami, przodował w tym chorąży koronny Aleksander Koniecpolski (także Paweł Jan Sapieha, Dymitr Wiśniowiecki, Jan Sobieski, Krzysztof Korycki), przy cichym udziale pozostałych dowódców. Hetmana polnego Lanckorońskiego nie poważano w tych radach, tak samo jak hetmana wielkiego koronnego Stanisława Rewerę Potockiego.
Z drugiej strony armia szwedzka, która pojawiła się pod Wojniczem, składała się głównie z zaciężnych regimentów niemieckich złożonych z weteranów wojny trzydziestoletniej. Regularnie opłacani (poprzez zaciągane przez Karola X Gustawa kredyty na wojnę), z perspektywą zdobycia dużych łupów w bogatym kraju, walczyli z ochotą, ulegając tylko przy wielokrotnej przewadze przeciwnika (walka o obóz pod Wojniczem), czy podczas natarcia elitarnych wojsk, tj. husarii. Ponadto szwedzka doktryna wojenna wymagała wysokiej karności w wojsku - wszelka niesubordynacja, czy nieuzasadniona ucieczka z pola walki mogły skutkować rozmaitymi karami, przewidzianymi w umowach (tzw. kapitulacjach) - w tym nawet do zdziesiątkowania oddziału (czynił to między innymi Arvind Wittenberg).
Ponadto sama obecność głównodowodzącego Karola X Gustawa, oraz jego postawa (prowadził pierwszy atak szwedzki na czele narodowego regimentu ze Smalandii) z pewnością wpłynęły na wysokie morale szwedzkiego żołnierza.